# Conus moreleti
Espèce
Statut de conservation UICN

 LC  : Préoccupation mineure
Conus moreleti est une espèce de mollusques gastéropodes marins de la famille des Conidae.
Comme toutes les espèces du genre Conus, ces escargots sont prédateurs et venimeux. Ils sont capables de « piquer » les humains et doivent donc être manipulés avec précaution, voire pas du tout.

## Description
La taille de la coquille varie entre 25 mm et 61 mm. La coquille étroite contient une spire à dépression convexe et tuberculée. Le verticille est strié en dessous. Sa couleur est olivâtre jaunâtre, avec une bande blanche indistincte au milieu. Les tubercules, et une bande sous l'épaule est blanche. La base de la coquille et l'ouverture est violacée.

## Distribution
Cette espèce est présente dans l'océan Indien, au large du bassin des Mascareignes et de l'Afrique de l'Est. et au large de l'Afrique orientale ; au large de la Polynésie française et de Hawaï ; au large de l'Australie (Territoire du Nord, Queensland).

### Niveau de risque d’extinction de l’espèce
Selon l'analyse de l'UICN réalisée en 2011 pour la définition du niveau de risque d'extinction, cette espèce se trouve dans tout le centre de l'océan Indien, dans le Pacifique occidental et au large des îles Hawaï. Elle ne présente aucune menace connue pour sa population à l'heure actuelle. Elle a donc été évaluée comme étant de préoccupation mineure.

## Taxonomie

### Publication originale
L'espèce Conus moreleti a été décrite pour la première fois en 1858 par le conchyliologiste français Hippolyte Crosse dans « Revue et Magasin de Zoologie »,.

### Synonymes
- Conus (Virgiconus) moreleti Crosse, 1858 · appellation alternative
- Conus elongatus Reeve, 1843 · non accepté
- Conus oblitus Reeve, 1849 · non accepté
- Virgiconus moreleti (Crosse, 1858) · non accepté